# Bramalea—Gore—Malton (circonscription provinciale)
Circonscription électorale provinciale du Canada
Bramalea—Gore—Malton est une ancienne circonscription provinciale de l'Ontario représentée à l'Assemblée législative de l'Ontario depuis 2007. Elle est située dans le Grand Toronto.

## Géographie
La circonscription était située dans la région de Brampton et de Mississauga, dans la banlieue de Toronto. Dans cette circonscription se trouvait l'aéroport international Lester B. Pearson. 
Les circonscriptions limitrophes étaient Brampton—Springdale, Dufferin—Caledon, Etobicoke-Nord, Mississauga—Brampton-Sud et Vaughan. 

## Historique
| Législature                                                                                       | Années    | Député | Député        | Parti        |
| ------------------------------------------------------------------------------------------------- | --------- | ------ | ------------- | ------------ |
| Circonscription issue de Bramalea—Gore—Malton—Springdale                                          |           |        |               |              |
| 39e                                                                                               | 2007-2011 |        | Kuldip Kular  | Libéral      |
| 40e                                                                                               | 2011-2014 |        | Jagmeet Singh | NPD          |
| 41e                                                                                               | 2014-2017 |        | Jagmeet Singh | NPD          |
| 41e                                                                                               | 2017-2018 |        | Poste vacant  | Poste vacant |
| Circonscription dissoute parmi Brampton-Est, Mississauga—Malton, Brampton-Centre et Brampton-Nord |           |        |               |              |

## Circonscription fédérale
Depuis les élections provinciales ontariennes du 4 octobre 2007, l'ensemble des circonscriptions provinciales et des circonscriptions fédérales sont identiques.